# Atanasios Plewris
Atanasios (Tanos) Plewris, gr. Αθανάσιος (Θάνος) Πλεύρης (ur. 21 maja 1977 w Atenach) – grecki prawnik i polityk, deputowany krajowy, w 2009 poseł do Parlamentu Europejskiego, w latach 2021–2023 minister zdrowia, od 2025 minister imigracji i polityki azylowej.

## Życiorys
Syn Konstandinosa Plewrisa, związanego ze skrajną prawicą pisarza, negującego Holocaust.
Atanasios Plewris ukończył studia prawnicze na Uniwersytecie Ateńskim, kształcił się też na Uniwersytecie w Heidelbergu. Uzyskał następnie doktorat w zakresie nauk prawnych. Praktykował jako adwokat. Odciął się publicznie od poglądów swojego ojca, bronił go jednak w procesie karnym dotyczącym publicznych wystąpień Konstandinosa Plewrisa. Od 2007 do 2009 sprawował mandat deputowanego do Parlamentu Hellenów z ramienia Ludowego Zgromadzenia Prawosławnego.
W wyborach w 2009 został wybrany do Parlamentu Europejskiego. Przystąpił do nowej grupy pod nazwą Europa Wolności i Demokracji, a także do Komisji Petycji oraz Komisji Spraw Zagranicznych.
Odszedł z Europarlamentu w październiku 2009 po wyborach krajowych i objęciu mandatu deputowanego do Parlamentu Hellenów, którego nie utrzymał w 2012. W tym samym roku przeszedł z LAOS-u do Nowej Demokracji. Bez powodzenia kandydował następnie do parlamentu, mandat poselski objął w listopadzie 2014. Do Parlamentu Hellenów powrócił po kilkuletniej przerwie w 2019, utrzymywał mandat również w wyborach w maju 2023 i czerwcu 2023.
W sierpniu 2021 premier Kiriakos Mitsotakis powierzył mu funkcję ministra zdrowia; stanowisko to zajmował do maja 2023. Do rządu powrócił do czerwcu 2025, obejmując w kolejnym gabinecie lidera ND urząd ministra imigracji i polityki azylowej.